# Bazenville
Bazenville település Franciaországban, Calvados megyében. Lakosainak száma 144 fő (2022. január 1.). Bazenville Crépon, Le Manoir, Meuvaines, Ryes és Creully sur Seulles községekkel határos.

## Népesség
A település népességének változása:
| Lakosok száma | 177  | 164  | 145  | 145  | 147  | 140  | 137  | 139  | 141  | 144  |
|               | 1968 | 1982 | 1990 | 2006 | 2013 | 2015 | 2017 | 2019 | 2020 | 2022 |